# TransYonne
 (décembre 2018).
TransYonne était le réseau de transport interurbain du département de l'Yonne jusqu'au 31 août 2018.

## Histoire
Le 1er janvier 2017, la loi NOTRe a transféré des départements aux régions l'organisation du transport routier de voyageurs. Le 1er septembre 2018, TransYonne devient Mobigo Bourgogne-Franche-Comté.

## Transporteurs
Le réseau est exploité par les six transporteurs suivants :
- Transdev Rapides de Bourgogne
- Cars Moreau
- Cresson Voyages
- Transarc
- Ackermann Voyages
- Keolis communauté de l'auxerrois

## Réseau

### Lignes régulières
Liste des lignes au 31 août 2018,
| Ligne | Caractéristiques | Caractéristiques               | Caractéristiques               | Caractéristiques               | Caractéristiques               | Caractéristiques                           | Caractéristiques                         | Caractéristiques               | Caractéristiques                                            |
| 1     | AUXERRE ⥋ SENS | AUXERRE ⥋ SENS                 | AUXERRE ⥋ SENS                 | AUXERRE ⥋ SENS                 | AUXERRE ⥋ SENS                 | AUXERRE ⥋ SENS                             | AUXERRE ⥋ SENS                           | AUXERRE ⥋ SENS                 | AUXERRE ⥋ SENS                                              |
| ----- | --- | ------------------------------ | ------------------------------ | ------------------------------ | ------------------------------ | ------------------------------------------ | ---------------------------------------- | ------------------------------ | ----------------------------------------------------------- |
| 1     | Ouverture / Fermeture — / — | Longueur —                     | Durée —                        | Nb. d’arrêts 57                | Matériel Bus                   | Jours de fonctionnement L, Ma, Me, J, V, S | Jour / Soir / Nuit / Fêtes O / N / N / O | Voy. / an —                    | Transporteurs Transdev Rapides de Bourgogne Cresson Voyages |
| 1     | Desserte : Venoy, Auxerre, Appoigny, Chichery, Bassou, Bonnard, Joigny, Charmoy, Épineau-les-Voves, Migennes, Laroche-Saint-Cydroine, Joigny, Saint-Aubin-sur-Yonne, Villecien, Villevallier, Armeau, Villeneuve-sur-Yonne, Passy, Véron, Rosoy, Sens et Migennes. |                                |                                |                                |                                |                                            |                                          |                                |                                                             |
| 1     | Autre : |                                |                                |                                |                                |                                            |                                          |                                |                                                             |
| 1     | Dernière actualisation : — |                                |                                |                                |                                |                                            |                                          |                                |                                                             |
| 2     | SAINT-FLORENTIN ⥋ AUXERRE | SAINT-FLORENTIN ⥋ AUXERRE      | SAINT-FLORENTIN ⥋ AUXERRE      | SAINT-FLORENTIN ⥋ AUXERRE      | SAINT-FLORENTIN ⥋ AUXERRE      | SAINT-FLORENTIN ⥋ AUXERRE                  | SAINT-FLORENTIN ⥋ AUXERRE                | SAINT-FLORENTIN ⥋ AUXERRE      | SAINT-FLORENTIN ⥋ AUXERRE                                   |
| 2     | Ouverture / Fermeture — / — | Longueur —                     | Durée —                        | Nb. d’arrêts 14                | Matériel Bus                   | Jours de fonctionnement L, Ma, Me, J, V, S | Jour / Soir / Nuit / Fêtes O / N / N / O | Voy. / an —                    | Transporteur Transdev Rapides de Bourgogne                  |
| 2     | Desserte : Brienon-sur-Armançon, Saint-Florentin, Ligny-le-Châtel, Pontigny et Auxerre. |                                |                                |                                |                                |                                            |                                          |                                |                                                             |
| 2     | Autre : |                                |                                |                                |                                |                                            |                                          |                                |                                                             |
| 2     | Dernière actualisation : — |                                |                                |                                |                                |                                            |                                          |                                |                                                             |
| 3     | SAINT–FARGEAU ⥋ AUXERRE | SAINT–FARGEAU ⥋ AUXERRE        | SAINT–FARGEAU ⥋ AUXERRE        | SAINT–FARGEAU ⥋ AUXERRE        | SAINT–FARGEAU ⥋ AUXERRE        | SAINT–FARGEAU ⥋ AUXERRE                    | SAINT–FARGEAU ⥋ AUXERRE                  | SAINT–FARGEAU ⥋ AUXERRE        | SAINT–FARGEAU ⥋ AUXERRE                                     |
| 3     | Ouverture / Fermeture — / — | Longueur —                     | Durée —                        | Nb. d’arrêts 12                | Matériel Bus                   | Jours de fonctionnement L, Ma, Me, J, V, S | Jour / Soir / Nuit / Fêtes O / N / N / O | Voy. / an —                    | Transporteurs Transarc Ackermann Voyages                    |
| 3     | Desserte : Bléneau, Saint-Privé, Saint-Fargeau, Mézilles, Toucy, Pourrain et Auxerre. |                                |                                |                                |                                |                                            |                                          |                                |                                                             |
| 3     | Autre : |                                |                                |                                |                                |                                            |                                          |                                |                                                             |
| 3     | Dernière actualisation : — |                                |                                |                                |                                |                                            |                                          |                                |                                                             |
| 3 bis | VILLIERS-SAINT-BENOÎT ⥋ JOIGNY | VILLIERS-SAINT-BENOÎT ⥋ JOIGNY | VILLIERS-SAINT-BENOÎT ⥋ JOIGNY | VILLIERS-SAINT-BENOÎT ⥋ JOIGNY | VILLIERS-SAINT-BENOÎT ⥋ JOIGNY | VILLIERS-SAINT-BENOÎT ⥋ JOIGNY             | VILLIERS-SAINT-BENOÎT ⥋ JOIGNY           | VILLIERS-SAINT-BENOÎT ⥋ JOIGNY | VILLIERS-SAINT-BENOÎT ⥋ JOIGNY                              |
| 3 bis | Ouverture / Fermeture — / — | Longueur —                     | Durée —                        | Nb. d’arrêts 7                 | Matériel Bus                   | Jours de fonctionnement V, D               | Jour / Soir / Nuit / Fêtes O / N / N / O | Voy. / an —                    | Transporteur Ackermann Voyages                              |
| 3 bis | Desserte : Villiers-Saint-Benoît, Grandchamp, Saint-Martin-sur-Ouanne, Charny, Prunoy, Villefranche et Joigny. |                                |                                |                                |                                |                                            |                                          |                                |                                                             |
| 3 bis | Autre : |                                |                                |                                |                                |                                            |                                          |                                |                                                             |
| 3 bis | Dernière actualisation : — |                                |                                |                                |                                |                                            |                                          |                                |                                                             |
| 3 ter | SAINT-SAUVEUR ⥋ AUXERRE | SAINT-SAUVEUR ⥋ AUXERRE        | SAINT-SAUVEUR ⥋ AUXERRE        | SAINT-SAUVEUR ⥋ AUXERRE        | SAINT-SAUVEUR ⥋ AUXERRE        | SAINT-SAUVEUR ⥋ AUXERRE                    | SAINT-SAUVEUR ⥋ AUXERRE                  | SAINT-SAUVEUR ⥋ AUXERRE        | SAINT-SAUVEUR ⥋ AUXERRE                                     |
| 3 ter | Ouverture / Fermeture — / — | Longueur —                     | Durée —                        | Nb. d’arrêts 10                | Matériel Bus                   | Jours de fonctionnement L, Ma, Me, J, V, S | Jour / Soir / Nuit / Fêtes O / N / N / O | Voy. / an —                    | Transporteur Transarc                                       |
| 3 ter | Desserte : Saint-Sauveur-en-Puisaye, Saints-en-Puisaye, Fontenoy, Levis, Leugny, Diges et Auxerre. |                                |                                |                                |                                |                                            |                                          |                                |                                                             |
| 3 ter | Autre : |                                |                                |                                |                                |                                            |                                          |                                |                                                             |
| 3 ter | Dernière actualisation : — |                                |                                |                                |                                |                                            |                                          |                                |                                                             |
| 4     | TONNERRE ⥋ AUXERRE | TONNERRE ⥋ AUXERRE             | TONNERRE ⥋ AUXERRE             | TONNERRE ⥋ AUXERRE             | TONNERRE ⥋ AUXERRE             | TONNERRE ⥋ AUXERRE                         | TONNERRE ⥋ AUXERRE                       | TONNERRE ⥋ AUXERRE             | TONNERRE ⥋ AUXERRE                                          |
| 4     | Ouverture / Fermeture — / — | Longueur —                     | Durée —                        | Nb. d’arrêts 11                | Matériel Bus                   | Jours de fonctionnement L, Ma, Me, J, V, S | Jour / Soir / Nuit / Fêtes O / N / N / O | Voy. / an —                    | Transporteur Transdev Rapides de Bourgogne                  |
| 4     | Desserte : Tonnerre, Fleys, Chablis, Beine, Venoy et Auxerre. |                                |                                |                                |                                |                                            |                                          |                                |                                                             |
| 4     | Autre : |                                |                                |                                |                                |                                            |                                          |                                |                                                             |
| 4     | Dernière actualisation : — |                                |                                |                                |                                |                                            |                                          |                                |                                                             |
| 5     | TONNERRE ⥋ AVALLON | TONNERRE ⥋ AVALLON             | TONNERRE ⥋ AVALLON             | TONNERRE ⥋ AVALLON             | TONNERRE ⥋ AVALLON             | TONNERRE ⥋ AVALLON                         | TONNERRE ⥋ AVALLON                       | TONNERRE ⥋ AVALLON             | TONNERRE ⥋ AVALLON                                          |
| 5     | Ouverture / Fermeture — / — | Longueur —                     | Durée —                        | Nb. d’arrêts 22                | Matériel Bus                   | Jours de fonctionnement L, Ma, Me, J, V, S | Jour / Soir / Nuit / Fêtes O / N / N / O | Voy. / an —                    | Transporteur Transdev Rapides de Bourgogne                  |
| 5     | Desserte : Tonnerre, Yrouerre, Sainte-Vertu, Môlay, Annay-sur-Serein, Noyers-sur-Serein, Grimault, Massangis, Coutarnoux, Dissangis, L'Isle-sur-Serein, Sainte-Colombe, Provency, Sauvigny-le-Bois et Avallon.                                                     |                                |                                |                                |                                |                                            |                                          |                                |                                                             |
| 5     | Autre : |                                |                                |                                |                                |                                            |                                          |                                |                                                             |
| 5     | Dernière actualisation : — |                                |                                |                                |                                |                                            |                                          |                                |                                                             |
| 6     | AVALLON ⥋ AUXERRE | AVALLON ⥋ AUXERRE              | AVALLON ⥋ AUXERRE              | AVALLON ⥋ AUXERRE              | AVALLON ⥋ AUXERRE              | AVALLON ⥋ AUXERRE                          | AVALLON ⥋ AUXERRE                        | AVALLON ⥋ AUXERRE              | AVALLON ⥋ AUXERRE                                           |
| 6     | Ouverture / Fermeture — / — | Longueur —                     | Durée —                        | Nb. d’arrêts 6                 | Matériel Bus                   | Jours de fonctionnement L, V, D            | Jour / Soir / Nuit / Fêtes O / N / N / O | Voy. / an —                    | Transporteur Keolis communauté de l'auxerrois               |
| 6     | Desserte : Avallon, Arcy-sur-Cure, Vermenton et Auxerre. |                                |                                |                                |                                |                                            |                                          |                                |                                                             |
| 6     | Autre : |                                |                                |                                |                                |                                            |                                          |                                |                                                             |
| 6     | Dernière actualisation : — |                                |                                |                                |                                |                                            |                                          |                                |                                                             |
| 7     | LA CHAPELLE-SUR-OREUSE ⥋ SENS | LA CHAPELLE-SUR-OREUSE ⥋ SENS  | LA CHAPELLE-SUR-OREUSE ⥋ SENS  | LA CHAPELLE-SUR-OREUSE ⥋ SENS  | LA CHAPELLE-SUR-OREUSE ⥋ SENS  | LA CHAPELLE-SUR-OREUSE ⥋ SENS              | LA CHAPELLE-SUR-OREUSE ⥋ SENS            | LA CHAPELLE-SUR-OREUSE ⥋ SENS  | LA CHAPELLE-SUR-OREUSE ⥋ SENS                               |
| 7     | Ouverture / Fermeture — / — | Longueur —                     | Durée —                        | Nb. d’arrêts 20                | Matériel Bus                   | Jours de fonctionnement L, Ma, Me, J, V, S | Jour / Soir / Nuit / Fêtes O / N / N / N | Voy. / an —                    | Transporteur Cars Moreau                                    |
| 7     | Desserte : Vinneuf, Courlon, Serbonnes, Sergines, Michery, Gisy-les-Nobles, La Chapelle-sur-Oreuse, Évry, Cuy, Saint-Denis-lès-Sens et Sens. |                                |                                |                                |                                |                                            |                                          |                                |                                                             |
| 7     | Autre : |                                |                                |                                |                                |                                            |                                          |                                |                                                             |
| 7     | Dernière actualisation : — |                                |                                |                                |                                |                                            |                                          |                                |                                                             |
| 10    | FLACY ⥋ SENS | FLACY ⥋ SENS                   | FLACY ⥋ SENS                   | FLACY ⥋ SENS                   | FLACY ⥋ SENS                   | FLACY ⥋ SENS                               | FLACY ⥋ SENS                             | FLACY ⥋ SENS                   | FLACY ⥋ SENS                                                |
| 10    | Ouverture / Fermeture — / — | Longueur —                     | Durée —                        | Nb. d’arrêts 19                | Matériel Bus                   | Jours de fonctionnement L, Ma, Me, J, V, S | Jour / Soir / Nuit / Fêtes O / N / N / O | Voy. / an —                    | Transporteur Transdev Rapides de Bourgogne                  |
| 10    | Desserte : Flacy, Bagneaux, Villeneuve-l'Archevêque, Molinons, Foissy-sur-Vanne, Les Sièges, Chigy, Pont-sur-Vanne, Malay-le-Petit et Sens. |                                |                                |                                |                                |                                            |                                          |                                |                                                             |
| 10    | Autre : |                                |                                |                                |                                |                                            |                                          |                                |                                                             |
| 10    | Dernière actualisation : — |                                |                                |                                |                                |                                            |                                          |                                |                                                             |
| 11    | ARCES-DILO ⥋ SENS | ARCES-DILO ⥋ SENS              | ARCES-DILO ⥋ SENS              | ARCES-DILO ⥋ SENS              | ARCES-DILO ⥋ SENS              | ARCES-DILO ⥋ SENS                          | ARCES-DILO ⥋ SENS                        | ARCES-DILO ⥋ SENS              | ARCES-DILO ⥋ SENS                                           |
| 11    | Ouverture / Fermeture — / — | Longueur —                     | Durée —                        | Nb. d’arrêts 34                | Matériel Bus                   | Jours de fonctionnement L, Ma, Me, J, V, S | Jour / Soir / Nuit / Fêtes O / N / N / O | Voy. / an —                    | Transporteurs Cars Moreau Transdev Rapides de Bourgogne     |
| 11    | Desserte : Vaudeurs, Arces-Dilo, Villechétive, Cerisiers, Vaumort, Les Sièges, Chigy, Vareilles, Theil-sur-Vanne, Noé, Malay-le-Petit, Malay-le-Grand et Sens. |                                |                                |                                |                                |                                            |                                          |                                |                                                             |
| 11    | Autre : |                                |                                |                                |                                |                                            |                                          |                                |                                                             |
| 11    | Dernière actualisation : — |                                |                                |                                |                                |                                            |                                          |                                |                                                             |
| 14    | SAVIGNY-SUR-CLAIRIS ⥋ SENS | SAVIGNY-SUR-CLAIRIS ⥋ SENS     | SAVIGNY-SUR-CLAIRIS ⥋ SENS     | SAVIGNY-SUR-CLAIRIS ⥋ SENS     | SAVIGNY-SUR-CLAIRIS ⥋ SENS     | SAVIGNY-SUR-CLAIRIS ⥋ SENS                 | SAVIGNY-SUR-CLAIRIS ⥋ SENS               | SAVIGNY-SUR-CLAIRIS ⥋ SENS     | SAVIGNY-SUR-CLAIRIS ⥋ SENS                                  |
| 14    | Ouverture / Fermeture — / — | Longueur —                     | Durée —                        | Nb. d’arrêts 23                | Matériel Bus                   | Jours de fonctionnement L, Ma, Me, J, V, S | Jour / Soir / Nuit / Fêtes O / N / N / O | Voy. / an —                    | Transporteur Cars Moreau                                    |
| 14    | Desserte : Savigny-sur-Clairis, Domats, La Belliole, Saint-Valérien, Fouchères et Sens. |                                |                                |                                |                                |                                            |                                          |                                |                                                             |
| 14    | Autre : |                                |                                |                                |                                |                                            |                                          |                                |                                                             |
| 14    | Dernière actualisation : — |                                |                                |                                |                                |                                            |                                          |                                |                                                             |
| 15    | CHÉROY ⥋ SENS | CHÉROY ⥋ SENS                  | CHÉROY ⥋ SENS                  | CHÉROY ⥋ SENS                  | CHÉROY ⥋ SENS                  | CHÉROY ⥋ SENS                              | CHÉROY ⥋ SENS                            | CHÉROY ⥋ SENS                  | CHÉROY ⥋ SENS                                               |
| 15    | Ouverture / Fermeture — / — | Longueur —                     | Durée —                        | Nb. d’arrêts 13                | Matériel Bus                   | Jours de fonctionnement L, Ma, Me, J, V, S | Jour / Soir / Nuit / Fêtes O / N / N / O | Voy. / an —                    | Transporteur Cars Moreau                                    |
| 15    | Desserte : Chéroy, Jouy, Montacher-Villegardin, Saint-Valérien, Fouchères, Villeroy et Sens. |                                |                                |                                |                                |                                            |                                          |                                |                                                             |
| 15    | Autre : |                                |                                |                                |                                |                                            |                                          |                                |                                                             |
| 15    | Dernière actualisation : — |                                |                                |                                |                                |                                            |                                          |                                |                                                             |
| 21    | FLOGNY-LA-CHAPELLE ⥋ AUXERRE | FLOGNY-LA-CHAPELLE ⥋ AUXERRE   | FLOGNY-LA-CHAPELLE ⥋ AUXERRE   | FLOGNY-LA-CHAPELLE ⥋ AUXERRE   | FLOGNY-LA-CHAPELLE ⥋ AUXERRE   | FLOGNY-LA-CHAPELLE ⥋ AUXERRE               | FLOGNY-LA-CHAPELLE ⥋ AUXERRE             | FLOGNY-LA-CHAPELLE ⥋ AUXERRE   | FLOGNY-LA-CHAPELLE ⥋ AUXERRE                                |
| 21    | Ouverture / Fermeture — / — | Longueur —                     | Durée —                        | Nb. d’arrêts 14                | Matériel Bus                   | Jours de fonctionnement L, Ma, Me, J, V, S | Jour / Soir / Nuit / Fêtes O / N / N / O | Voy. / an —                    | Transporteur Transdev Rapides de Bourgogne                  |
| 21    | Desserte : Carisey, Varennes, Ligny-le-Châtel, Maligny, Villy, Lignorelles et Auxerre. |                                |                                |                                |                                |                                            |                                          |                                |                                                             |
| 21    | Autre : |                                |                                |                                |                                |                                            |                                          |                                |                                                             |
| 21    | Dernière actualisation : — |                                |                                |                                |                                |                                            |                                          |                                |                                                             |
| 24    | CLAMECY ⥋ AUXERRE | CLAMECY ⥋ AUXERRE              | CLAMECY ⥋ AUXERRE              | CLAMECY ⥋ AUXERRE              | CLAMECY ⥋ AUXERRE              | CLAMECY ⥋ AUXERRE                          | CLAMECY ⥋ AUXERRE                        | CLAMECY ⥋ AUXERRE              | CLAMECY ⥋ AUXERRE                                           |
| 24    | Ouverture / Fermeture — / — | Longueur —                     | Durée —                        | Nb. d’arrêts 21                | Matériel Bus                   | Jours de fonctionnement L, Ma, Me, J, V, S | Jour / Soir / Nuit / Fêtes O / N / N / O | Voy. / an —                    | Transporteur Transdev Rapides de Bourgogne                  |
| 24    | Desserte : Clamecy, Surgy, Pousseaux, Coulanges-sur-Yonne, Festigny, Andryes, Druyes-les-Belles-Fontaines, Villepot, Courson-les-Carrières, Merry-Sec, Migé et Auxerre.                                                                                            |                                |                                |                                |                                |                                            |                                          |                                |                                                             |
| 24    | Autre : |                                |                                |                                |                                |                                            |                                          |                                |                                                             |
| 24    | Dernière actualisation : — |                                |                                |                                |                                |                                            |                                          |                                |                                                             |

### Lignes de marché
| Ligne | Caractéristiques | Caractéristiques               | Caractéristiques               | Caractéristiques               | Caractéristiques               | Caractéristiques               | Caractéristiques                         | Caractéristiques               | Caractéristiques               |
| 02    | BRIENON-SUR-ARMANÇON ⥋ AUXERRE | BRIENON-SUR-ARMANÇON ⥋ AUXERRE | BRIENON-SUR-ARMANÇON ⥋ AUXERRE | BRIENON-SUR-ARMANÇON ⥋ AUXERRE | BRIENON-SUR-ARMANÇON ⥋ AUXERRE | BRIENON-SUR-ARMANÇON ⥋ AUXERRE | BRIENON-SUR-ARMANÇON ⥋ AUXERRE           | BRIENON-SUR-ARMANÇON ⥋ AUXERRE | BRIENON-SUR-ARMANÇON ⥋ AUXERRE |
| ----- | --- | ------------------------------ | ------------------------------ | ------------------------------ | ------------------------------ | ------------------------------ | ---------------------------------------- | ------------------------------ | ------------------------------ |
| 02    | Ouverture / Fermeture — / — | Longueur —                     | Durée —                        | Nb. d’arrêts 9                 | Matériel Bus                   | Jours de fonctionnement V      | Jour / Soir / Nuit / Fêtes O / N / N / N | Voy. / an —                    | Dépôt —                        |
| 02    | Desserte : Brienon-sur-Armançon, Ormoy, Mont-Saint-Sulpice, Hauterive, Beaumont, Seignelay et Auxerre.                                                                             |                                |                                |                                |                                |                                |                                          |                                |                                |
| 02    | Autre : |                                |                                |                                |                                |                                |                                          |                                |                                |
| 02    | Dernière actualisation : — |                                |                                |                                |                                |                                |                                          |                                |                                |
| 03    | AILLANT-SUR-THOLON ⥋ TOUCY | AILLANT-SUR-THOLON ⥋ TOUCY     | AILLANT-SUR-THOLON ⥋ TOUCY     | AILLANT-SUR-THOLON ⥋ TOUCY     | AILLANT-SUR-THOLON ⥋ TOUCY     | AILLANT-SUR-THOLON ⥋ TOUCY     | AILLANT-SUR-THOLON ⥋ TOUCY               | AILLANT-SUR-THOLON ⥋ TOUCY     | AILLANT-SUR-THOLON ⥋ TOUCY     |
| 03    | Ouverture / Fermeture — / — | Longueur —                     | Durée —                        | Nb. d’arrêts 8                 | Matériel Bus                   | Jours de fonctionnement S      | Jour / Soir / Nuit / Fêtes O / N / N / N | Voy. / an —                    | Dépôt —                        |
| 03    | Desserte : Aillant-sur-Tholon, Chassy, Saint-Maurice-Thizouaille, Saint-Maurice-le-Vieil, Égleny, Beauvoir, Parly et Toucy.                                                        |                                |                                |                                |                                |                                |                                          |                                |                                |
| 03    | Autre : |                                |                                |                                |                                |                                |                                          |                                |                                |
| 03    | Dernière actualisation : — |                                |                                |                                |                                |                                |                                          |                                |                                |
| 06    | ARCY-SUR-CURE ⥋ AVALLON | ARCY-SUR-CURE ⥋ AVALLON        | ARCY-SUR-CURE ⥋ AVALLON        | ARCY-SUR-CURE ⥋ AVALLON        | ARCY-SUR-CURE ⥋ AVALLON        | ARCY-SUR-CURE ⥋ AVALLON        | ARCY-SUR-CURE ⥋ AVALLON                  | ARCY-SUR-CURE ⥋ AVALLON        | ARCY-SUR-CURE ⥋ AVALLON        |
| 06    | Ouverture / Fermeture — / — | Longueur —                     | Durée —                        | Nb. d’arrêts 12                | Matériel Bus                   | Jours de fonctionnement S      | Jour / Soir / Nuit / Fêtes O / N / N / N | Voy. / an —                    | Dépôt —                        |
| 06    | Desserte : Arcy-sur-Cure, Saint-Moré, Voutenay-sur-Cure, Sermizelles, Girolles, Tharot, Annay-la-Côte, Lucy-le-Bois, Vassy-sous-Pisy, Étaule et Avallon.                           |                                |                                |                                |                                |                                |                                          |                                |                                |
| 06    | Autre : |                                |                                |                                |                                |                                |                                          |                                |                                |
| 06    | Dernière actualisation : — |                                |                                |                                |                                |                                |                                          |                                |                                |
| 24    | MAILLY-LE-CHÂTEAU ⥋ AUXERRE | MAILLY-LE-CHÂTEAU ⥋ AUXERRE    | MAILLY-LE-CHÂTEAU ⥋ AUXERRE    | MAILLY-LE-CHÂTEAU ⥋ AUXERRE    | MAILLY-LE-CHÂTEAU ⥋ AUXERRE    | MAILLY-LE-CHÂTEAU ⥋ AUXERRE    | MAILLY-LE-CHÂTEAU ⥋ AUXERRE              | MAILLY-LE-CHÂTEAU ⥋ AUXERRE    | MAILLY-LE-CHÂTEAU ⥋ AUXERRE    |
| 24    | Ouverture / Fermeture — / — | Longueur —                     | Durée —                        | Nb. d’arrêts 15                | Matériel Bus                   | Jours de fonctionnement V      | Jour / Soir / Nuit / Fêtes O / N / N / N | Voy. / an —                    | Dépôt —                        |
| 24    | Desserte : Mailly-le-Château, Mailly-la-Ville, Trucy-sur-Yonne, Prégilbert, Sainte-Pallaye, Bazarnes, Vincelles, Coulanges-la-Vineuse, Escolives-Sainte-Camille, Jussy et Auxerre. |                                |                                |                                |                                |                                |                                          |                                |                                |
| 24    | Autre : |                                |                                |                                |                                |                                |                                          |                                |                                |
| 24    | Dernière actualisation : — |                                |                                |                                |                                |                                |                                          |                                |                                |

### Transports à la demande
| Ligne  | Caractéristiques                                                                 | Caractéristiques                | Caractéristiques                | Caractéristiques                | Caractéristiques                | Caractéristiques                 | Caractéristiques                         | Caractéristiques                | Caractéristiques                           |
| 08     | SAINT-MARTIN-SUR-OREUSE ⥋ SENS                                                   | SAINT-MARTIN-SUR-OREUSE ⥋ SENS  | SAINT-MARTIN-SUR-OREUSE ⥋ SENS  | SAINT-MARTIN-SUR-OREUSE ⥋ SENS  | SAINT-MARTIN-SUR-OREUSE ⥋ SENS  | SAINT-MARTIN-SUR-OREUSE ⥋ SENS   | SAINT-MARTIN-SUR-OREUSE ⥋ SENS           | SAINT-MARTIN-SUR-OREUSE ⥋ SENS  | SAINT-MARTIN-SUR-OREUSE ⥋ SENS             |
| ------ | -------------------------------------------------------------------------------- | ------------------------------- | ------------------------------- | ------------------------------- | ------------------------------- | -------------------------------- | ---------------------------------------- | ------------------------------- | ------------------------------------------ |
| 08     | Ouverture / Fermeture — / —                                                      | Longueur —                      | Durée —                         | Nb. d’arrêts 12                 | Matériel Bus                    | Jours de fonctionnement L, Me, V | Jour / Soir / Nuit / Fêtes O / N / N / O | Voy. / an —                     | Transporteur Cars Moreau                   |
| 08     | Desserte : Thorigny-sur-Oreuse, Soucy, Saint-Denis-lès-Sens et Sens.             |                                 |                                 |                                 |                                 |                                  |                                          |                                 |                                            |
| 08     | Autre :                                                                          |                                 |                                 |                                 |                                 |                                  |                                          |                                 |                                            |
| 08     | Dernière actualisation : —                                                       |                                 |                                 |                                 |                                 |                                  |                                          |                                 |                                            |
| 11 Bis | BŒURS-EN-OTHE ⥋ SAINT-FLORENTIN                                                  | BŒURS-EN-OTHE ⥋ SAINT-FLORENTIN | BŒURS-EN-OTHE ⥋ SAINT-FLORENTIN | BŒURS-EN-OTHE ⥋ SAINT-FLORENTIN | BŒURS-EN-OTHE ⥋ SAINT-FLORENTIN | BŒURS-EN-OTHE ⥋ SAINT-FLORENTIN  | BŒURS-EN-OTHE ⥋ SAINT-FLORENTIN          | BŒURS-EN-OTHE ⥋ SAINT-FLORENTIN | BŒURS-EN-OTHE ⥋ SAINT-FLORENTIN            |
| 11 Bis | Ouverture / Fermeture — / —                                                      | Longueur —                      | Durée —                         | Nb. d’arrêts 6                  | Matériel Bus                    | Jours de fonctionnement L, S     | Jour / Soir / Nuit / Fêtes O / N / N / N | Voy. / an —                     | Dépôt —                                    |
| 11 Bis | Desserte : Bœurs-en-Othe, Sormery, Chailley, Venizy et Saint-Florentin.          |                                 |                                 |                                 |                                 |                                  |                                          |                                 |                                            |
| 11 Bis | Autre :                                                                          |                                 |                                 |                                 |                                 |                                  |                                          |                                 |                                            |
| 11 Bis | Dernière actualisation : —                                                       |                                 |                                 |                                 |                                 |                                  |                                          |                                 |                                            |
| 17     | ARCES ⥋ SAINT-FLORENTIN                                                          | ARCES ⥋ SAINT-FLORENTIN         | ARCES ⥋ SAINT-FLORENTIN         | ARCES ⥋ SAINT-FLORENTIN         | ARCES ⥋ SAINT-FLORENTIN         | ARCES ⥋ SAINT-FLORENTIN          | ARCES ⥋ SAINT-FLORENTIN                  | ARCES ⥋ SAINT-FLORENTIN         | ARCES ⥋ SAINT-FLORENTIN                    |
| 17     | Ouverture / Fermeture — / —                                                      | Longueur —                      | Durée —                         | Nb. d’arrêts 10                 | Matériel Bus                    | Jours de fonctionnement L, Me, V | Jour / Soir / Nuit / Fêtes O / N / N / N | Voy. / an —                     | Transporteur Transdev Rapides de Bourgogne |
| 17     | Desserte : Arces-Dilo, Champlost, Bellechaume, Mercy, Venizy et Saint-Florentin. |                                 |                                 |                                 |                                 |                                  |                                          |                                 |                                            |
| 17     | Autre :                                                                          |                                 |                                 |                                 |                                 |                                  |                                          |                                 |                                            |
| 17     | Dernière actualisation : —                                                       |                                 |                                 |                                 |                                 |                                  |                                          |                                 |                                            |

## Communes desservies
Le réseau dessert les 155 communes suivantes :
- Aillant-sur-Tholon
- Andryes
- Annay-la-Côte
- Annay-sur-Serein
- Appoigny
- Arces-Dilo
- Arcy-sur-Cure
- Armeau
- Auxerre
- Avallon
- Bagneaux
- Bassou
- Bazarnes
- Beaumont
- Beauvoir
- Beine
- Bellechaume
- Bléneau
- Bœurs-en-Othe
- Bonnard
- Brienon-sur-Armançon
- Carisey
- Cerisiers
- Chablis
- Chailley
- Champlost
- Charmoy
- Charny
- Chassy
- Chéroy
- Chichery
- Chigy
- Clamecy
- Coulanges-la-Vineuse
- Coulanges-sur-Yonne
- Courlon
- Courson-les-Carrières
- Coutarnoux
- Cuy
- Diges
- Dissangis
- Domats
- Druyes-les-Belles-Fontaines
- Égleny
- Épineau-les-Voves
- Escolives-Sainte-Camille
- Étaule
- Évry
- Festigny
- Flacy
- Fleys
- Foissy-sur-Vanne
- Fontenoy
- Fouchères
- Girolles
- Gisy-les-Nobles
- Grandchamp
- Grimault
- Hauterive
- Joigny
- Jouy
- Jussy
- L'Isle-sur-Serein
- La Belliole
- La Chapelle-sur-Oreuse
- Laroche-Saint-Cydroine
- Les Sièges
- Leugny
- Levis
- Lignorelles
- Ligny-le-Châtel
- Lucy-le-Bois
- Mailly-la-Ville
- Mailly-le-Château
- Malay-le-Grand
- Malay-le-Petit
- Maligny
- Massangis
- Mercy
- Merry-Sec
- Mézilles
- Michery
- Migé
- Migennes
- Môlay
- Molinons
- Mont-Saint-Sulpice
- Montacher-Villegardin
- Noé
- Noyers-sur-Serein
- Ormoy
- Parly
- Passy
- Pont-sur-Vanne
- Pontigny
- Pourrain
- Pousseaux
- Prégilbert
- Provency
- Prunoy
- Rosoy
- Saint-Aubin-sur-Yonne
- Saint-Denis-lès-Sens
- Saint-Fargeau
- Saint-Florentin
- Saint-Martin-sur-Ouanne
- Saint-Maurice-le-Vieil
- Saint-Maurice-Thizouaille
- Saint-Moré
- Saint-Privé
- Saint-Sauveur-en-Puisaye
- Saint-Valérien
- Sainte-Colombe
- Sainte-Pallaye
- Sainte-Vertu
- Saints-en-Puisaye
- Sauvigny-le-Bois
- Savigny-sur-Clairis
- Seignelay
- Sens
- Serbonnes
- Sergines
- Sermizelles
- Sormery
- Soucy
- Surgy
- Tharot
- Theil-sur-Vanne
- Thorigny-sur-Oreuse
- Tonnerre
- Toucy
- Trucy-sur-Yonne
- Vareilles
- Varennes
- Vassy-sous-Pisy
- Vaudeurs
- Vaumort
- Venizy
- Venoy
- Vermenton
- Véron
- Villechétive
- Villecien
- Villefranche
- Villeneuve-l'Archevêque
- Villeneuve-sur-Yonne
- Villepot
- Villeroy
- Villevallier
- Villiers-Saint-Benoît
- Villy
- Vincelles
- Vinneuf
- Voutenay-sur-Cure
- Yrouerre